# Gaja (ime)
Gaja je žensko osebno ime.

## Izvor imena
Ime Gaja izhaja iz latinskega Gaia, to pa iz moškega latinskega imena Gaius pisano Caius v slovenščini Gaj.

## Tujejezikovne oblike imena
- pri Italijanih: Gaia

## Pogostost imena
Po podatkih Statističnega urada Republike Slovenije je bilo na dan 31. decembra 2007 v Sloveniji število ženskih oseb z imenom Gaja: 745.

## Osebni praznik
V koledarju je ime Gaja skupaj z Gajem; god praznuje 22. aprila, 10. maja ali 4. oktobra.